# Johan Abraham Lagerträd
Johan Abraham Lagerträd, född 29 juli 1817 i Gävle, död i samma stad 15 maj 1864, var en svensk läkare. 
Lagerträd blev student vid Uppsala universitet 1834, medicine kandidat 1842, disputerade pro gradu 1846 på avhandlingen Chirurgiska iakttagelser med Carl Henrik Bergstrand som preses, blev medicine licentiat 1847, medicine doktor 1848 och kirurgie magister 1849. Han blev bruksläkare vid Ockelboverken i Gävleborgs län 1847, var distriktsläkare i Ockelbo distrikt 1849–1855 och blev läkare vid vattenkuranstalten i Sundsvall 1854. Han var även verksam som författare och översättare inom det balneologiska området.